# Seattle SuperSonics 1989-1990
La stagione 1989-90 dei Seattle SuperSonics fu la 23ª nella NBA per la franchigia.
I Seattle SuperSonics arrivarono quarti nella Pacific Division della Western Conference con un record di 41-41, non qualificandosi per i play-off.

## Roster
| N° | Naz.                   | Ruolo | Sportivo        | Anno | Alt. | Peso |
| -- | ---------------------- | ----- | --------------- | ---- | ---- | ---- |
| 2  | Stati Uniti (bandiera) | AC    | Brad Sellers    | 1962 | 213  | 95   |
| 3  | Stati Uniti (bandiera) | GA    | Dale Ellis      | 1960 | 201  | 93   |
| 4  | Stati Uniti (bandiera) | G     | Sedale Threatt  | 1961 | 188  | 79   |
| 10 | Stati Uniti (bandiera) | GA    | Nate McMillan   | 1964 | 196  | 88   |
| 11 | Stati Uniti (bandiera) | G     | Dana Barros     | 1967 | 180  | 74   |
| 15 | Stati Uniti (bandiera) | G     | Avery Johnson   | 1965 | 178  | 79   |
| 20 | Stati Uniti (bandiera) | G     | Quintin Dailey  | 1961 | 191  | 82   |
| 21 | Stati Uniti (bandiera) | G     | Jim Farmer      | 1964 | 193  | 86   |
| 23 | Haiti (bandiera)       | AC    | Olden Polynice  | 1964 | 211  | 100  |
| 31 | Stati Uniti (bandiera) | AC    | Derrick McKey   | 1966 | 206  | 93   |
| 33 | Stati Uniti (bandiera) | AC    | Steve Johnson   | 1957 | 208  | 107  |
| 34 | Stati Uniti (bandiera) | A     | Xavier McDaniel | 1963 | 201  | 93   |
| 40 | Stati Uniti (bandiera) | AC    | Shawn Kemp      | 1969 | 208  | 104  |
| 44 | Stati Uniti (bandiera) | AC    | Michael Cage    | 1962 | 206  | 102  |
| 50 | Stati Uniti (bandiera) | A     | Scott Meents    | 1964 | 208  | 102  |

## Staff tecnico
- Allenatore: Bernie Bickerstaff
- Vice-allenatori: Bob Kloppenburg, Tom Newell, Gary Wortman